# Drymonia punctulata
Drymonia punctulata är en tvåhjärtbladig växtart som beskrevs av Wiehler. Drymonia punctulata ingår i släktet Drymonia och familjen Gesneriaceae. Inga underarter finns listade i Catalogue of Life.